# غريس هيرست
غريس هيرست (بالإنجليزية: Grace Hirst)‏ هي فلاحة وسيدة أعمال وقابلة وممرضة نيوزيلندية، ولدت في 9 أغسطس 1805، وتوفيت في 8 سبتمبر 1901 في نيو بلايموث في نيوزيلندا.